# Stepanzminda

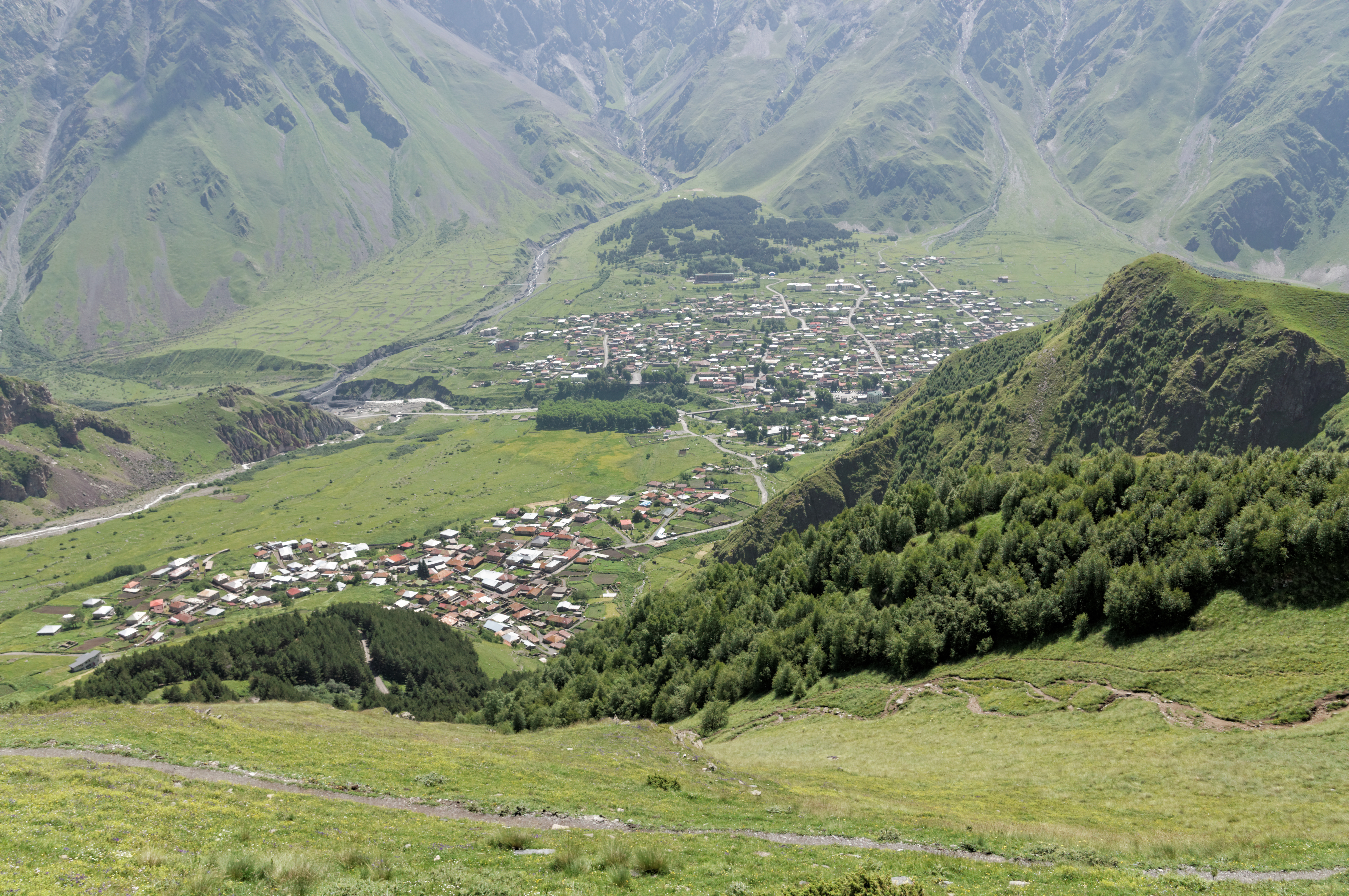
Blick auf Stepanzminda vom Abhang des Kwemi Mta

Denkmal für Aleksandre Qasbegi

Stepanzminda (georgisch სტეფანწმინდა) ist eine Minderstadt (georgisch დაბა, daba) in der Region Mzcheta-Mtianeti im Norden Georgiens.
Der Ort liegt auf 1700 m am Fluss Terek sowie östlichen Fuß des 5047 m hohen Berges Kasbek im Großen Kaukasus. Durch den Ort führt die historische Georgische Heerstraße, heute internationale Fernstraße S3 und Europastraße 117, die Georgien mit Russland verbindet.
Das Gebiet war bereits während der Antike besiedelt. 1877 wurde in Stepanzminda ein Schatz aus dem 4. bis 5. Jahrhundert v. Chr. gefunden, bestehend aus Silberbechern, eisernen Krügen und Armreifen sowie Statuetten von Tieren und Menschen.
Stepanzminda (dt. „Sankt Stephan“) ist nach dem ersten christlichen Märtyrer Stephanus benannt (georgisch Stepan; წმინდა/zminda bedeutet „heilig“). 1921 (nach anderen Angaben 1925) wurde der Ort zu Ehren des dort geborenen Aleksandre Qasbegi (1848–1893), eines der bekanntesten georgischen Schriftsteller, in Qasbegi (ყაზბეგი) umbenannt. Er entstammte der Familie von Qasibeg Tschopikaschwili, eines Gebiets-Aufsehers beim Bau der Heerstraße, der sich um den Brückenbau in der nahen Darialschlucht verdient gemacht hatte. Seit 2006 trägt der Ort wieder seinen ursprünglichen Namen, die umgebende Verwaltungseinheit (Munizipalität) aber weiterhin den Namen Qasbegi (Munizipalität Qasbegi, georgisch Qasbegis munizipaliteti).
Im Zentrum des Ortes steht ein Denkmal für Aleksandre Qasbegi. Sein Geburtshaus wurde zum Heimatmuseum umgebaut. Es zeigt neben Originalen seiner Manuskripte und den 1877 gefundenen antiken Gegenständen auch einen Säbel und eine Tabakspfeife Alexander Puschkins, die er auf seiner Reise durch Georgien 1829/30 benutzt hatte.
Oberhalb des Ortes, auf dem 2170 m hohen Kwemi Mta („Unterer Berg“), liegt die im 14. Jahrhundert erbaute Gergetier Dreifaltigkeitskirche (Gergetis Sameba). Der Wallfahrtsort ist durch eine Straße und einen Pilgerweg mit Stepanzminda verbunden. Zu Sowjetzeiten wurde eine Seilbahn zwischen Ort und Kirche errichtet, jedoch Ende der 1980er Jahre abgebaut, da sie von Gläubigen als Entweihung des Wallfahrtsortes empfunden wurde. Viele Pilger bevorzugen den Aufstieg zu Fuß.
In einer Höhe von 3675 m befindet sich oberhalb von Stepanzminda die Höhle Betlemi. Sie wurde im 10. Jahrhundert von Mönchen in das Eis des Gergeti-Gletschers geschlagen und beherbergte hinter einer eisenbeschlagenen Holztür eine Kirche, Mönchszellen und Ikonen. Der Legende nach wurde der georgische Staatsschatz dort während der mongolischen Besetzung im 14. Jahrhundert verborgen.